# جون هاريس (لاعب غولف)
جون هاريس (بالإنجليزية: John Harris)‏ هو لاعب غولف أمريكي، ولد في 12 يونيو 1952 في منيابولس في الولايات المتحدة.

## وصلات خارجية
- جون هاريس على موقع رابطة لاعبي الغولف المحترفين (الإنجليزية)